# Olasz labdarúgó-bajnokcsapatok listája
Ez a lista az olasz labdarúgó-bajnokság első osztályának eddigi összes győztesét mutatja be. 1898-ban elindult az első osztályú bajnokság küzdelmei. A bajnokságot 1915 és 1919 között az első világháború miatt, 1943 és 1945 között a második világháború miatt nem rendezték meg. A legsikeresebb olasz klub a Juventus, amely eddig 36 bajnoki címet szerzett, a második helyen az Internazionale 20 bajnoki címmel és a harmadik helyen az AC Milan 19 bajnoki címmel.

## Bajnokok
- 1898: Genoa
- 1899: Genoa
- 1900: Genoa
- 1901: AC Milan
- 1902: Genoa
- 1903: Genoa
- 1904: Genoa
- 1905: Juventus
- 1906: AC Milan
- 1907: AC Milan
- 1908: Pro Vercelli
- 1909: Pro Vercelli
- 1909-1910: Internazionale
- 1910-1911: Pro Vercelli
- 1911-1912: Pro Vercelli
- 1912-1913: Pro Vercelli
- 1913-1914: Casale
- 1914-1915: Genoa
- 1919-1920: Internazionale
- 1920-1921: Pro Vercelli
- 1921-1922: Pro Vercelli (CCI) és Novese (FIGC)
- 1922-1923: Genoa
- 1923-1924: Genoa
- 1924-1925: Bologna
- 1925-1926: Juventus
- 1926-1927: Torino1
- 1927-1928: Torino
- 1928-1929: Bologna
- 1929–1930: Internazionale
- 1930–1931: Juventus
- 1931–1932: Juventus
- 1932–1933: Juventus
- 1933–1934: Juventus
- 1934–1935: Juventus
- 1935–1936: Bologna
- 1936–1937: Bologna
- 1937–1938: Internazionale
- 1938–1939: Bologna
- 1939–1940: Internazionale
- 1940–1941: Bologna
- 1941–1942: Roma
- 1942–1943: Torino
- 1945–1946: Torino
- 1946–1947: Torino
- 1947–1948: Torino
- 1948–1949: Torino
- 1949–1950: Juventus
- 1950–1951: AC Milan
- 1951–1952: Juventus
- 1952–1953: Internazionale
- 1953–1954: Internazionale
- 1954–1955: AC Milan
- 1955–1956: Fiorentina
- 1956–1957: AC Milan
- 1957–1958: Juventus
- 1958–1959: AC Milan
- 1959–1960: Juventus
- 1960–1961: Juventus
- 1961–1962: AC Milan
- 1962–1963: Internazionale
- 1963–1964: Bologna
- 1964–1965: Internazionale
- 1965–1966: Internazionale
- 1966–1967: Juventus
- 1967–1968: AC Milan
- 1968–1969: Fiorentina
- 1969–1970: Cagliari
- 1970–1971: Internazionale
- 1971–1972: Juventus
- 1972–1973: Juventus
- 1973–1974: Lazio
- 1974–1975: Juventus
- 1975–1976: Torino
- 1976–1977: Juventus
- 1977–1978: Juventus
- 1978–1979: AC Milan
- 1979–1980: Internazionale
- 1980–1981: Juventus
- 1981–1982: Juventus
- 1982–1983: Roma
- 1983–1984: Juventus
- 1984–1985: Hellas Verona
- 1985–1986: Juventus
- 1986–1987: Napoli
- 1987–1988: AC Milan
- 1988–1989: Internazionale
- 1989–1990: Napoli
- 1990–1991: Sampdoria
- 1991–1992: AC Milan
- 1992–1993: AC Milan
- 1993–1994: AC Milan
- 1994–1995: Juventus
- 1995–1996: AC Milan
- 1996–1997: Juventus
- 1997–1998: Juventus
- 1998–1999: AC Milan
- 1999–2000: Lazio
- 2000–2001: Roma
- 2001–2002: Juventus
- 2002–2003: Juventus
- 2003–2004: AC Milan
- 2004–2005: Juventus2
- 2005–2006: Internazionale3
- 2006–2007: Internazionale
- 2007–2008: Internazionale
- 2008–2009: Internazionale
- 2009–2010: Internazionale
- 2010–2011: AC Milan
- 2011–2012: Juventus
- 2012–2013: Juventus
- 2013–2014: Juventus
- 2014–2015: Juventus
- 2015–2016: Juventus
- 2016–2017: Juventus
- 2017–2018: Juventus
- 2018–2019: Juventus
- 2019–2020: Juventus
- 2020–2021: Internazionale
- 2021–2022: AC Milan
- 2022–2023: Napoli
- 2023–2024: Internazionale
- 2024–2025: Napoli

## Bajnoki győzelmek klubonként
| Klub           | Győzelem | Szezon |
| -------------- | -------- | --- |
| Juventus       | 36       | 1905, 1925–1926, 1930–1931, 1931–1932, 1932–1933, 1933–1934, 1934–1935, 1949–1950, 1951–1952, 1957–1958, 1959–1960, 1960–1961, 1966–1967, 1971–1972, 1972–1973, 1974–1975, 1976–1977, 1977–1978, 1980–1981, 1981–1982, 1983–1984, 1985–1986, 1994–1995, 1996–1997, 1997–1998, 2001–2002, 2002–2003, 2004–052, 2005–20063, 2011–2012, 2012–2013, 2013–2014, 2014–2015, 2015–2016, 2016–2017, 2017–2018, 2018–2019, 2019–2020 |
| Internazionale | 20       | 1909–1910, 1919–1920, 1929–1930, 1937–1938, 1939–1940, 1952–1953, 1953–1954, 1962–1963, 1964–1965, 1965–1966, 1970–1971, 1979–1980, 1988–1989, 2005–20063, 2006-2007, 2007–2008, 2008–2009, 2009–2010, 2020–2021, 2023–2024 |
| AC Milan       | 19       | 1901, 1906, 1907, 1950–1951, 1954–1955, 1956–1957, 1958–1959, 1961–1962, 1967–1968, 1978–1979, 1987–1988, 1991–1992, 1992–1993, 1993–1994, 1995–1996, 1998–1999, 2003–2004, 2010–2011, 2021–2022 |
| Genoa          | 9        | 1898, 1899, 1900, 1902, 1903, 1904, 1914–1915, 1922–1923, 1923–1924 |
| Pro Vercelli   | 7        | 1908, 1909, 1910–1911, 1911–1912, 1912–1913, 1920–1921, 1921–1922 (CCI) |
| Bologna        | 7        | 1924–1925, 1928–1929, 1935–1936, 1936–1937, 1938–1939, 1940–1941, 1963–1964 |
| Torino         | 7        | 1926–271, 1927–1928, 1942–1943, 1945–1946, 1946–1947, 1947–1948, 1948–1949, 1975–1976 |
| Napoli         | 4        | 1986–1987, 1989–1990, 2022-2023, 2024-2025 |
| Roma           | 3        | 1941–1942, 1982–1983, 2000–2001 |
| Fiorentina     | 2        | 1955–1956, 1968–1969 |
| Lazio          | 2        | 1973–1974, 1999–2000 |
| Casale         | 1        | 1913–1914 |
| Novese         | 1        | 1921–1922 (FIGC) |
| Cagliari       | 1        | 1969–1970 |
| Hellas Verona  | 1        | 1984–1985 |
| Sampdoria      | 1        | 1990–1991 |

1 - A Torino FC első bajnoki címét visszavonták egy Juventus FC elleni meccs után történt szabálytalanságok miatt. 2, 3 - A Juventustól a Calciopoli miatt elvették, a 2004-05-ös cím betöltetlen maradt, a 2005-06-os címet az Internazionale kapta. 